# Чубутла
Чубутла — село в Ботлихском районе Республики Дагестан. Является анклавом на территории Ногайского района. 
Входит в состав сельского поселения «Сельсовет Ансалтинский».

## Географическое положение
Расположено на территории Ногайского района, в 13 км к северо-западу от села Тарумовка, на канале Суллу-Чубутла.

## Население
| 2002 | 2010 | 2021 |
| ---- | ---- | ---- |
| 226  | ↗236 | ↘229 |

## История
Официально основано Постановлением ВС ДАССР от 17.08.1989 года на месте кутана колхоза имени 1 Мая.